# نيمانيا جورديتش
نيمانيا جورديتش (بالبوسنوية: Nemanja Gordić)‏ مواليد 25 سبتمبر 1988 في موستار، جمهورية البوسنة والهرسك الاشتراكية، هو لاعب كرة سلة بوسني. بدأ مسيرته الاحترافية في سنة 2005. يحمل الرقم 10. يبلغ طوله 6 قدم 4 بوصة (1.9 م).

## المسيرة الاحترافية
لعب مع نادي بودوشنوست لكرة السلة من سنة 2005 إلى 2010، ثم لعب مع فيرتوس روما في الدوري الإيطالي من سنة 2010 إلى 2012، ثم لعب مع نادي أزوفماش لكرة السلة في سنة 2012، ثم لعب مع نادي بارتيزان لكرة السلة في موسم 2012–2013.

## إحصائيات المسيرة

### الدوري الأوروبي
| السنة   | الفريق                   | لعب | بدأ | دقيقة | ميداني% | ثلاثية | حرة  | ارتداد | صنع | استلاب | تصدي | نقطة | أداء |
| ------- | ------------------------ | --- | --- | ----- | ------- | ------ | ---- | ------ | --- | ------ | ---- | ---- | ---- |
| 2010–11 | فيرتوس روما              | 6   | 1   | 22.6  | .413    | .467   | .667 | .3     | 2.5 | .2     | .0   | 9.7  | 4.5  |
| 2012–13 | نادي بارتيزان لكرة السلة | 5   | 1   | 11.2  | .350    | .143   | .000 | 2.0    | .6  | .4     | .0   | 3.0  | -1.0 |
| 2014–15 | كاديفتا                  | 10  | 6   | 27.2  | .402    | .385   | .875 | 2.1    | 3.9 | 2.1    | .0   | 9.6  | 8.7  |
| 2015–16 | كاديفتا                  | 21  | 18  | 19.1  | .382    | .250   | .810 | 1.3    | 3.1 | .3     | .0   | 4.6  | 3.4  |
| المسيرة |                          | 42  | 8   | 20.6  | .391    | .348   | .789 | 1.4    | 2.9 | .7     | .0   | 6.3  | 4.3  |

## روابط خارجية
- نيمانيا جورديتش على موقع الاتحاد الدولي لكرة السلة (الإنجليزية)
- نيمانيا جورديتش على موقع الدوري الأوروبي لكرة السلة (الإنجليزية)
- نيمانيا جورديتش على موقع كرة السلة الأوروبية.كوم (الإنجليزية)
- نيمانيا جورديتش على موقع ريلجم (الإنجليزية)
- نيمانيا جورديتش على موقع بروبوليرز (الإنجليزية)
- نيمانيا جورديتش على موقع سبورتس رفرنس (الإنجليزية)